# White Girl
White Girl – singel zespołu X wydany w 1980 roku przez firmę Slash Records.

## Lista utworów
1. White Girl
2. Your Phone's Off the Hook

## Skład
- Exene Cervenka – wokal
- Billy Zoom – gitara
- John Doe – wokal, gitara basowa
- D.J. Bonebrake – perkusja